# Centre (Alacant)
El Centre és un barri de la ciutat d'Alacant a l'Alacantí. Limita al nord, separat per l'avinguda d'Alfons el Savi, amb el barri del Mercat i, en el seu extrem més oriental, amb el de Sant Antoni; a l'est, separat per la Rambla de Méndez Núñez, amb el barri de Santa Creu; i, delimitant al sud pel passeig de l'Esplanada, i a l'oest pel carrer de Canalejas i l'avinguda de Federico Soto, amb el barri de l'Eixample-Diputació. Segons el cens de 2006, compta en 5.865 habitants (2.607 homes i 3.258 dones).